# Jakovljev Jak-43
Jakovljev Jak-43 je bil predlagani VTOL palubni lovec, ki naj bi bil naslednik neuspešnega Jaka-141M. Jak-43 bi imel en glavni motor in dva motorja za vertikalni potisk. Glavni motor bi bil zasnovan na podlagi trigrednega turbofana Samara NK-321, ki poganja bombnika Tupoljev Tu-160.